# 高雄鎮壓
高雄鎮壓是指在1947年二二八事件期間，在臺灣高雄市發生的軍隊與民眾衝突，最終高雄要塞司令彭孟緝下令軍事鎮壓。

## 武裝抗爭
3月1日，高雄市市長黃仲圖和高雄要塞司令部司令彭孟緝獲知臺北市情況後，開始準備因應策略:63-66、246-248:403-409，隔天高雄縣鳳山與岡山地區開始出現武裝反抗。3月3日，高雄市民眾則開始圍攻第105後方醫院，並有400名至500名民眾在鹽埕町攻擊憲兵隊，自派出所接受槍械彈藥:51-54:118-125:148-165:403-409。民眾還包圍高雄市政府警察局，焚毀局長童葆昭的座車:51-54、243-246、282-290:148-165。由於發生毆打、搶奪外省人及商店的情況:51-54，許多公務員退避至壽山的高雄要塞司令部:243-246:118-125:148-165:403-409；此時彭孟緝則認為已經形同叛亂:246-248，並調整軍力佈署以等待機會出兵:248-251:403-409。

## 維持秩序
臺灣省立高雄第一中學原本則是被部分群眾趁亂闖入，並計畫做為反抗政府的指揮中心。然而部分學生不願學校遭到外人佔用，因此在校長林景元反對下，於3月4日組成雄中自衛隊，由李榮河和陳仁悲擔任正副隊長。之後加入高雄工業職業學校、高雄商業職業學校、高雄第一女子中學學生，以軍訓用槍械維持學校附近治安，並將學校作為外省籍市民的臨時收容所。
由於憲兵佔領高雄車站，並在二樓架設機槍不讓民眾接近，原本依賴鐵路運輸的糧食無法進入高雄，嚴重影響人民生計，雄中自衛隊於是另組決死隊，在3月5日上午10時，由陳仁悲擔任隊長，兵分三路進攻高雄車站驅逐駐紮車站的憲兵隊:20-23:53。但因火力差距懸殊，經歷5個小時交戰後撤離，雄中畢業生顏再策腹部中彈喪生，當天，三塊厝附近的軍隊也被學生自衛隊包圍:55-56。

## 遭到鎮壓
3月5日，根據彭孟緝〈二二八事變之平亂〉的說法，部分青年學生想要攻擊要塞司令部，彭孟緝以日語要求繳械投降，否則砲擊整個高雄市區，另一方面以八門七五砲砲擊高雄市體育場展示武力:64、246:117。彭孟緝的軍隊向鼓山一路一帶掃射、封鎖:117，面對部隊攻擊的威脅，處理委員會於下午2時推派黃仲圖、彭清靠、林界、凃光明、曾豐明等7名代表，希望禁止彭孟緝的巡邏隊再繼續射擊高雄市民，以及威脅處委會:143:214:117:24-26。然而彭孟緝不予接見，因為彭已決定採取全面軍事行動，為了加緊行動與保密，以假意談判拖延時間準備軍事行動，於是約定隔日再來司令部商談:252-253:117。司令部於夜間更加細心計畫，由參謀長率領各隊長偵察地形:253  。
3月6日，談判代表在與彭孟緝討論時，代表們反遭彭孟緝批評:63-66。談判破裂後，彭孟緝指控凃光明試圖帶槍挾持，下令逮捕槍斃范滄榕、曾豐明與凃光明，且逮捕監禁另外4人:24-26。下午2時，彭孟緝命令部隊會同第21師獨立團第3營展開鎮壓，分三路攻擊高雄市政府、及民眾佔領的高雄車站與高雄第一中學:63-66、254-258，隨後民軍即與軍隊交戰。何軍章領導的21師獨立團第3營抵達高雄車站後，便掃射車站人群，民眾躲入高雄車站地下道也遭軍隊掃射，造成多人傷亡:63-66、254-258:119，之後軍隊追擊逃散各處的民眾:202-222。
這時處理委員會和民眾因等待談判結果而守在高雄市政府禮堂:202-222，高雄要塞守備大隊陳國儒部包圍建築後:143-145，直接丟入手榴彈並開槍掃射人群:63-66、254-258:24-26，高雄市政府禮堂裡面的參議員黃賜、律師陳金能、參議員許秋粽、王定石等五、六十人遭到槍殺:63-66:143-145:120、316，躲藏在防空壕的民眾被軍隊丟入手榴彈，民眾跳入高雄愛河躲藏也遭軍隊開槍掃射:120。3月7日下午，部隊在市區展開綏靖、清鄉，爾後軍隊召開多次善後會議，逐戶清查戶口、收繳武器、拋售糧食、展開救濟、調查損失、恢復交通:71，但也發生搶劫民戶、強暴婦女等事:66:403-409。